# Colaba
Colaba est un des quartiers de la ville de Bombay (Mumbai) en Inde. C'est une des quatre péninsules de la ville, les autres étant Worli, Bandra et Malabar Hill.
Pendant la période portugaise au XVIe siècle, l'île était connue sous le nom Kolbhat, et pendant la période britannique au XVIIe siècle sous le nom Kolio.

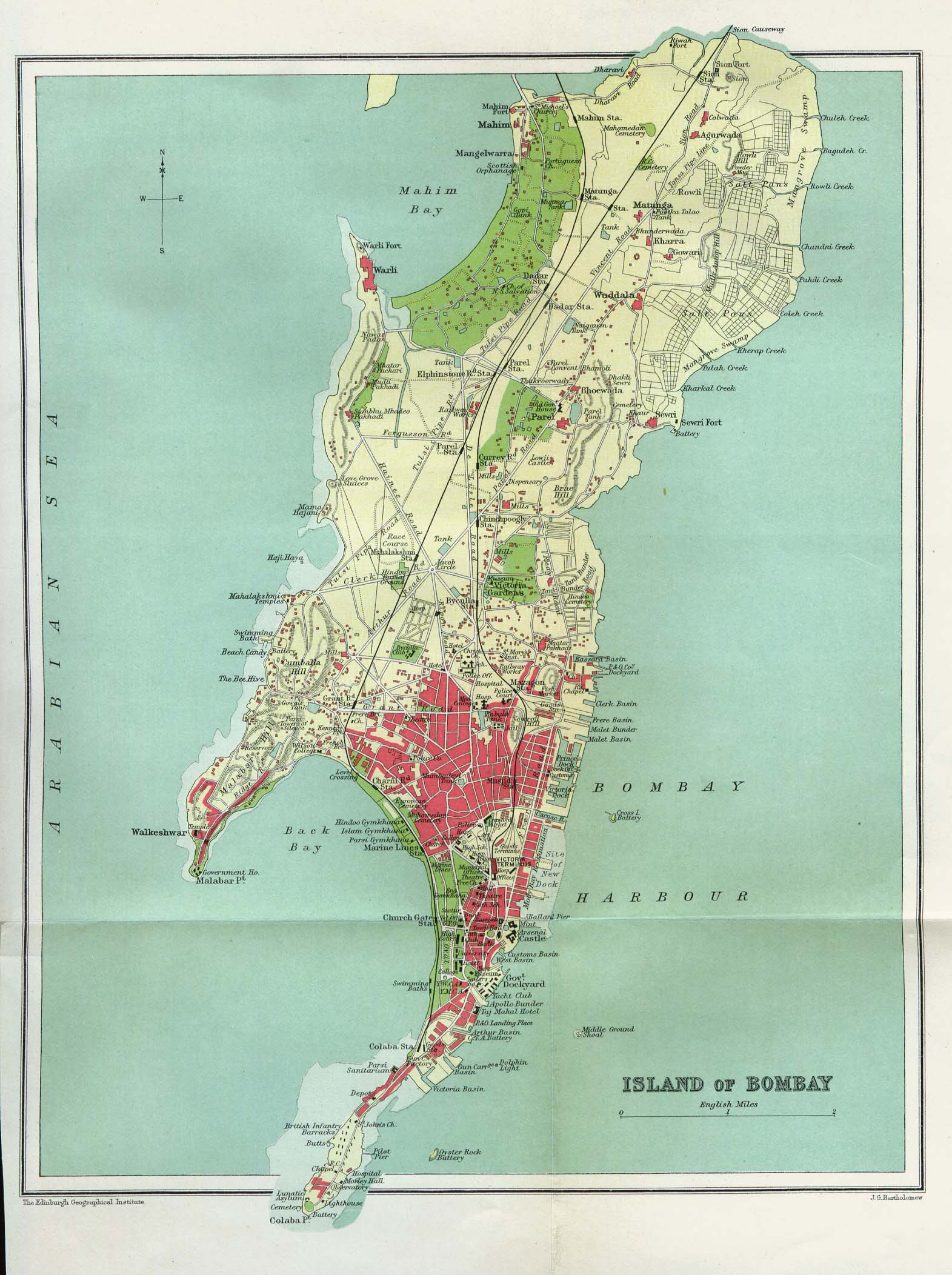
Carte de Bombay datant de 1909, Colaba est à la pointe sud.

La péninsule accueille aussi l'INS Shikra qui est une base aéronaval.

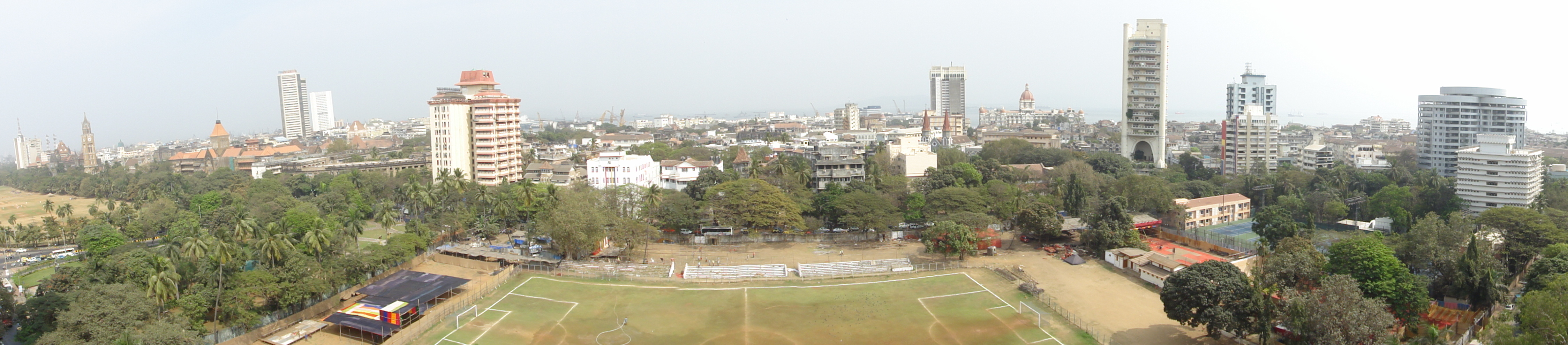
Panorama de Colaba.